# Stakiai
Stakiai (ryska: Стакяй) är en ort i Litauen.   Den ligger i länet Tauragė län, i den centrala delen av landet, 150 km väster om huvudstaden Vilnius. Stakiai ligger 57 meter över havet och antalet invånare är 241.
Terrängen runt Stakiai är platt. Runt Stakiai är det ganska glesbefolkat, med 25 invånare per kvadratkilometer. Närmaste större samhälle är Gelgaudiškis, 13,4 km sydväst om Stakiai. Trakten runt Stakiai består till största delen av jordbruksmark.